# Plymouthská kolonie
Plymouthská kolonie byla anglická kolonie v Severní Americe, která existovala mezi lety 1620 a 1691. První město kolonie byl New Plymouth, který se nacházel v místě dříve pojmenovaném a prozkoumaném kapitánem Johnem Smithem. Toto město se dnes nazývá Plymouth (bez New). Plymouthská kolonie v době svého největšího rozmachu zabírala území odpovídající jihovýchodní části dnešního státu Massachusetts.
Kolonie byla založena anglickými puritány (Otcové poutníci), kteří sem poprvé připluli na lodi Mayflower. Plymouthská kolonie má zvláštní místo v amerických dějinách. Na rozdíl od Jamestownské kolonie většinu původních osadníků tvořili lidé prchající před náboženským pronásledováním, kteří hledali místo, kde by mohli svobodně vyznávat svou víru. To je dodnes jeden ze základních principů, na kterých jsou postaveny dnešní USA. V Plymouthské kolonii také vznikly některé tradice, které ovlivnily americkou kulturu, jako je svátek Den díkůvzdání.